# West Harrow
West Harrow – dzielnica Londynu, leżąca w gminie London Borough of Harrow. W 2011 dzielnica liczyła 10373 mieszkańców.